# 大裙魚
大裙魚，為輻鰭魚綱脂鯉目脂鯉亞目脂鯉科的其中一個種，分布於南美洲玻利維亞Beni河流域，體長可達5.6公分，棲息在底中層水域，生活習性不明。